# White Cliffs (трубопровід для ЗВГ)
White Cliffs (трубопровід для ЗВГ) – трубопровід, котрий транспортує зріджені вуглеводневі гази із Колорадо до Оклахоми.
У 2010-х роках стрімке нарощування видобутку зріджених вуглеводневих газів у США поставило питання пошуку нових засобів для їх вивозу. Зокрема, для транспортування ЗВГ із Платтевілля у басейні Денвер-Юлесбург (штат Колорадо) до розташованого на узбережжі Мексиканської затоки надпотужного центру фракціонування Монт-Белвью компанія SemGroup вирішила задіяти нафтопровід White Cliffs. Він складається із двох ліній, одну з яких переведуть на перекачування суміші зріджених газів (Y-grade). У Кушингу (Оклахома) вони будуть передаватись для подальшого транспортування до трубопроводу Southern Hills NGL. 
Довжина існуючого трубопроводу, виконаного в діаметрі 300 мм, становить 527 миль, при цьому для його під’єднання до Southern Hills NGL знадобиться нова перемичка довжиною 12 миль. Первісно потужність системи становитиме 90 тисяч барелів ЗВГ на добу, з можливістю збільшення цього показника до 120 тисяч барелів.
Призначену для конверсії нитку вивели з експлуатації навесні 2019-го, а початок перекачування по ній зріджених вуглеводневих газів очікується у першому кварталі 2020 року.
Можливо також відзначити, що власник Southern Hills NGL компанія DCP одночасно збільшує потужність власної системи вивозу ЗВГ із басейну Денвер-Юлесбург, модернізуючи для цього трубопроводи Front Range та Texas Express.